# 糸田省吾
糸田 省吾（いとだ しょうご、1937年（昭和12年）1月9日 - ）は、日本の元官僚。元公正取引委員会委員。長島・大野・常松法律事務所顧問（弁護士登録はしていない）。

## 略歴
- 1955年（昭和29年）：北海道札幌西高等学校卒業
- 1959年（昭和34年）：北海道大学法学部法学科（行政法：今村ゼミ[1]）卒業
- 1961年（昭和36年）：北海道大学大学院法学研究科修士課程修了
- 1961年（昭和36年）4月：公正取引委員会事務局入局
- 公正取引委員会事務局経済部企業課長
- 1980年（昭和55年）7月：通商産業省産業政策局国際企業課長
- 公正取引委員会事務局経済部調整課長
- 1987年（昭和62年）7月：公正取引委員会事務局官房審議官
- 1990年（平成2年）4月：公正取引委員会事務局経済部長
- 1992年（平成4年）7月：公正取引委員会事務局審査部長
- 1993年（平成5年）7月：公正取引委員会事務局長
- 1996年（平成8年）7月：公正取引委員会事務総長
- 1997年（平成9年）7月：公正取引委員会委員
- 2002年（平成14年）6月：公正取引委員会委員退任
- 2002年（平成14年）9月：東京経済大学現代法学部教授
- 2003年（平成15年）6月：レンゴー株式会社監査役
- 2004年（平成16年）3月：昭和電工株式会社監査役
- 2007年（平成19年）5月：瑞宝重光章受章

## その他役職
- 一般社団法人全国公正取引協議会連合会副会長・会長代行[2]

## 著作

### 著書
- 『事例独占禁止法』青林書院 1988年

### 編著
- 『産業再生と企業結合 : 課題・政策・ルール』（鶴田俊正, 日下部聡と共編）NTT出版 2004年
- 『強調表示と打消し表示に関する景品表示法上の考え方 : 調査報告書の概説と関連分野からの考察・評価』（大元慎二, 河原純一郎, 土橋治子, 村千鶴子と共編著）商事法務 2019年